# Gulyás Károly
Gulyás Károly (Debrecen, 1873. december 15. – Dévaványa, 1948. január 27.) magyar grafikus, festőművész, író, könyvtáros.

## Életútja
Rajztanári oklevelet Budapesten szerzett, majd mint kisújszállási rajztanár tanította Móricz Zsigmondot is, aki a Forr a bor Csordás tanárát róla mintázta. 1902-ben a Marosvásárhelyi Református Kollégiumhoz került. 1907-től kezdve a Teleki Könyvtár őre 1942-ig. A budapesti Mathematikai és Physikai Lapokban ismertette Bolyai Farkas zenei vonatkozású dolgozatait és Teleki Sámuel levelezését külföldi matematikusokkal (1910); kiadta Földi János 1789-es nyelvtankönyvének első felét Földi János magyar grammatikája címmel (Budapest, 1912) a Teleki-tékában őrzött kézirat alapján.
A Cimbora és a Pásztortűz állandó illusztrátora, a Zord Idő, Vasárnap, Ifjú Erdély, Erdélyi Szemle munkatársa, novelláit saját rajzaival illusztrálta. A KZST és az ESZC tagja. Művészi pályára indított fiatal erdélyi tehetségeket, így Vida Árpádot és Bordi Andrást.

## 1919 után írt munkái
- Bagoly Bandi lakodalma (verses gyermekregény Benedek Elek ajánlásával, a szerző illusztrációival, Marosvásárhely, 1922);
- Az ismeretlen gróf Teleki Sámuel (Budapest, 1944).